# Adèle de Pierre
Adèle de Pierre, née le 1er avril 1800 et morte le 5 août 1890, est une gouvernante neuchâteloise protestante à la cour de Prusse à Berlin et traductrice francophone des deux romans de Jeremias Gotthelf centrés sur le personnage d'Uli. 

## Biographie

### Contexte familiale
Adèle de Pierre voit le jour à Neuchâtel le 1er avril 1800. Ses parents, Charlotte Julie Philippe née de Bosset et Philippe-Auguste de Pierre, descendent tous deux de familles patriciennes neuchâteloises. Fidèles à la monarchie prussienne, ils ont des convictions libérales.
Son père est conseiller d'État et s'engage au sein d'associations caritatives et d'utilité publique. Son frère Louis-Philippe excelle dans la gestion de son domaine et, en particulier, de son vignoble.

### Gouvernante
Adèle de Pierre est amie de la famille Borel, dont plusieurs filles sont parties à l'étranger comme gouvernantes ou dames de compagnie. Dès la fin du 18ième siècle, plusieurs pensionnats de jeunes filles ont été fondés à Neuchâtel, et leurs directrices ont travaillé à l'étranger. Il est possible qu'Adèle de Pierre y ait noué des contacts lui permettant d'être engagée en Prusse.
En 1851, elle succède à Sophie von May, gouvernante bernoise à la cour de Prusse à Berlin. Jusqu'en 1853, elle s'occupe de la princesse Louise, fille du futur empereur Guillaume Ier, qui épousera le grand-duc de Bade Frédéric Ier en 1856. Elle s'inscrit ainsi dans la tradition de la cour prussienne à Berlin d'engager des gouvernantes neuchâteloises : en effet, la grand-mère de Louise, Louise de Mecklembourg, future reine de Prusse, avait également été confiée à une Neuchâteloise, Salomé de Gélieu.

### Traductrice
À Berlin, la réputation des œuvres d'Albert Bitzius, publiées sous le pseudonyme de Jeremias Gotthelf, atteint les cercles de la cour. La mère de la princesse Louise, Augusta de Prusse, correspond même avec l'auteur.
On ne connaît pas le moment de l'arrivée d'Adèle de Pierre à Berlin ni les raisons qui la poussent à traduire en français les deux romans de Gotthelf : Uli der Knecht et Uli der Pächter. Le premier, Ulric le valet de ferme, paraît en 1850, avant qu'elle n'entre au service de la princesse à Berlin. Le second, Ulric le fermier, paraît en 1853.
Bien que ces traductions soient anonymes, la correspondance et le journal intime d'Adèle de Pierre ne laissent aucun doute quant à leur auteure. En 1854 et 1876, elles connaissent une deuxième édition. Guillaume Ier, roi de Prusse, la nomme chanoinesse de l'ordre luthérien de Magdebourg.
Dans les années 1950, Hugues Jéquier, son petit-neveu, établi à Paris, possède encore des lettres et un journal intime ayant appartenu à Adèle de Pierre.

### Vie privée
Adèle de Pierre, reste célibataire toute sa vie.

## Œuvres
- Gotthelf, Jeremias (trad. Adèle de Pierre), Ulric le fermier. Seconde partie d’Ulric le valet de ferme [« Jeremias Gotthelf: Wie Uli der Knecht glücklich wird »], Neuchâtel, impr. de H. Wolfrath, 1850, 310 p.
- Gotthelf, Jeremias (trad. Adèle de Pierre), Ulric le fermier. Seconde partie d’Ulric le valet de ferme [« Ulric der Bauernknecht. Zweiter Teil von Ulric der Bauernknecht. »], Neuchâtel, Paris, J. P. Michaud, libraire-éditeur / Librairie protestante de Grassart, 1853, 390 p. (lire en ligne)